# Lasioglossum benignum
Lasioglossum benignum is een vliesvleugelig insect uit de familie Halictidae. De wetenschappelijke naam van de soort is voor het eerst geldig gepubliceerd in 1986 door Pesenko.